# Piaggio Grillo
Il Grillo è un ciclomotore prodotto dalla casa motociclistica Piaggio e messo in vendita a partire dal 1989 al 1996 in sostituzione del Piaggio Boss.
Rappresentava il concentrato della tecnologia Piaggio per quanto riguarda la gamma Ciao/Sì/Bravo, tranne per la sospensione anteriore, che era inferiore a quella telescopica montata sul Piaggio Sì. Differiva principalmente da questi modelli per le ruote da 14 pollici e perciò anche dalle dimensioni leggermente più ridotte. Questo gli conferiva una maggiore maneggevolezza e facilità nella guida.

## Le singole versioni
- SM: Monomarcia con sella corta e ruote a raggi.
- SL: Monomarcia con sella corta e ruote in lega.
- SK: Variatore con sella corta e kickstarter.
- LM: Monomarcia con sella lunga, ruote in lega e lampeggiatori.
- LV: Variatore con sella lunga e lampeggiatori.
- LK: Variatore con sella lunga, lampeggiatori e kickstarter.